# Papucsállatka
A papucsállatka (Paramecium) a csillós egysejtűek egy nemzetsége. A csillósok legtöbbet tanulmányozott tagja.
Méretük 50 és 350 μm hossz között mozog, fajtól függően. Nevét alakjáról kapta. A testét borító csillók szinkron mozgást végeznek, mint az enyhe szélben ringó búzatábla. A mély szájnyílás mentén található csillók a táplálékot viszik a száj irányába. Általában baktériumokkal és más kisebb egysejtűekkel táplálkoznak. A papucsállatka – más kisebb élőlénnyel együtt – a halivadékok táplálékaként szolgál, mivel a halivadékok szájnyílása kicsi. Az ozmotikus szabályozást az összehúzható vakuólumpár végzi, amely az ozmózis során felszívott vizet távolítja el a szervezetből.
A Paramecium édesvízben él és gyakran előfordul az algarétegben. A savas közeget kedveli. Néhány más egysejtű eukariótához hasonlóan a genetikai kód 6-os átírási táblázata szerint kódolja az aminosavjait. Ez az 1-estől abban tér el, hogy az UAG és az UAA glutaminsavat kódol. Az eukarióták doménjébe és a csillósok Oligohymenophorea taxonjába tartozik.

## Ismertebb fajok
- Paramecium aurelia
- Paramecium bursaria
- Paramecium caudatum
- Paramecium duboscqui
- Paramecium jenningsi
- Paramecium micronucleatum
- Paramecium multimicronucleatum
- Paramecium nephridiatum
- Paramecium pentaurelia
- Paramecium primaurelia
- Paramecium polycaryum
- Paramecium putrinum
- Paramecium tetraurelia
- Paramecium trichium
- Paramecium woodruffi